# Glenea clymene
Glenea clymene là một loài bọ cánh cứng trong họ Cerambycidae.